# ラミ・セベイ
ラミ・セベイ（Rami Sebei、1984年7月12日 - ）は、カナダのプロレスラー。ケベック州モントリオール出身。現在はアメリカのプロレス団体、WWEにてサミ・ゼイン（Sami Zayn）のリングネームで所属。

## 来歴

### キャリア初期

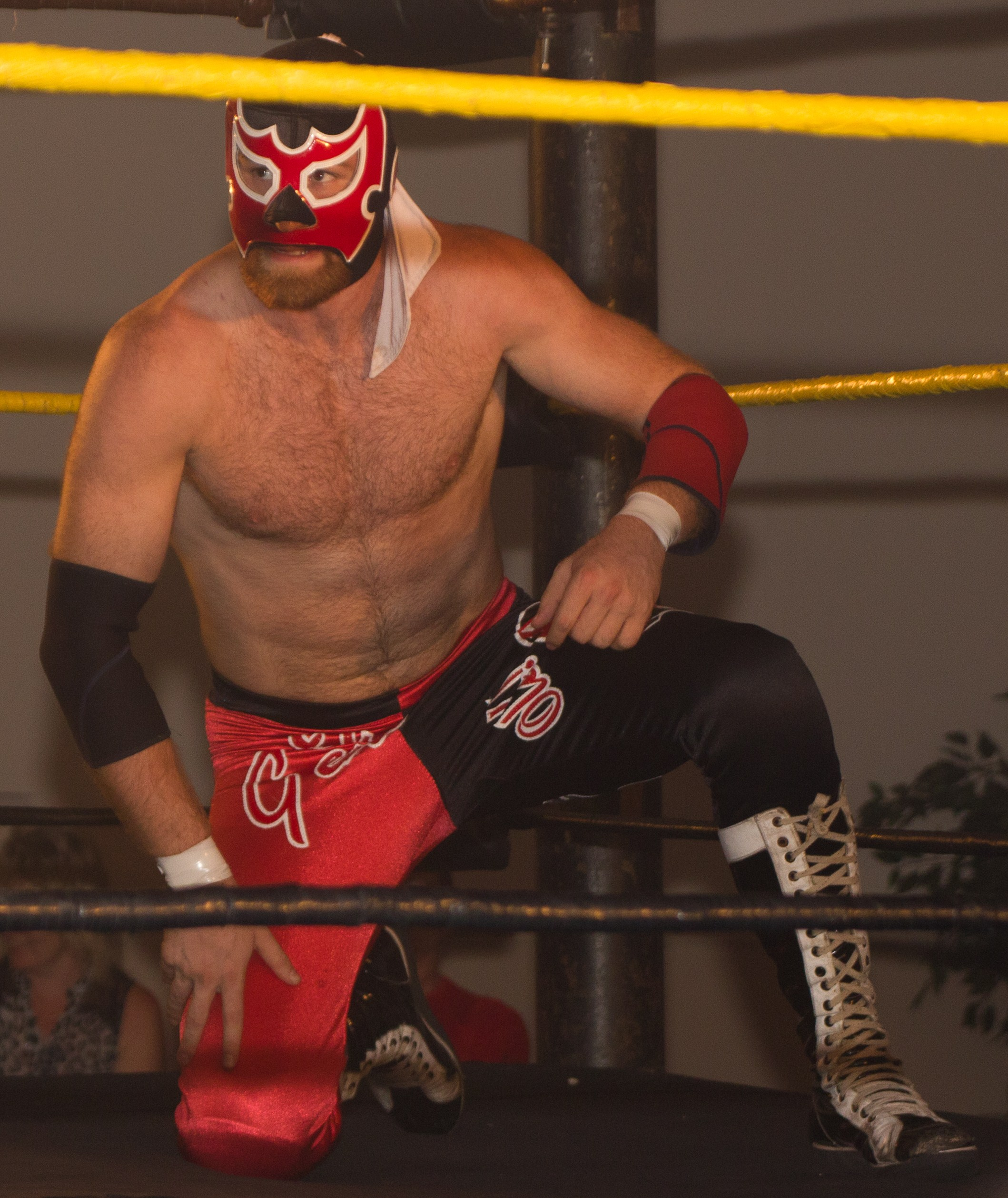
エル・ジェネリコ

2002年、カナダのインディー団体であるIWS（International Wrestling Syndicate）にてマスクマンのエル・ジェネリコ（El Generico）としてプロレスラーデビューを果たす。
2004年、PWGにレギュラー参戦するようになり名前を広める。2007年2月には、ヒューマン・トルネードを破り、PWG世界ヘビー級王座を獲得。PWGでのPACとのシングルマッチはPWGの名前を米インディプロレスファンに広げるきっかけとなった。また、3人の異なるパートナーとPWGタッグ王座を4度獲得している。ジェネリコは、PWGのシングルとタッグ両方の王座を同時に保持したことのある唯一の選手である。
PWGではDRAGON GATEの選手との対戦も多く、そこで評価されたことが、後のDRAGON GATE参戦につながる。PWG王者時代には、CIMAからピンフォール勝ちを収めたこともある。

### ROH
2005年、ROHにデビュー。ROHでは、主にスティーンとのタッグで活躍。2006年にはケビン・スティーン、フランキー・ザ・モブスター、そして女子プロレスラーのルフィストとともにカナディアンズというユニットを組んだうえで、ジャスティス・ペイン & ニック・ゲージ & エディ・キングストンからなるCZWの面々や、ラッカス & サビアン & ジョーカー & ロビー・メリーノからなるブラックアウトとの抗争を繰り広げた。
2007年、ブリスコ・ブラザーズと1年近くにわたり、壮絶かつハードコアな抗争を繰り広げた。最終決戦となったラダーマッチ"Ladde War"はROH史上屈指の名勝負といわれるほどの熱戦となった。結局ブリスコ・ブラザーズからのタッグ王座奪取はならなかったが、2008年9月、ジミー・ジェイコブス & タイラー・ブラックを破り、悲願のROHタッグ王座を獲得した。PWGとROHのタッグ王座奪取により、スティーン＆ジェネリコのタッグはアメリカインディマットを代表するタッグチームとしての地位を確固たるものにした。
ROHにおいても日本人選手との対戦は数多く、丸藤正道、石森太二、飯伏幸太、中嶋勝彦などとシングルで対戦した。
アメリカインディー界屈指のトップレスラーとなり、PWGやROH以外にもCZWやCHIKARAなど数々のインディー団体にゲスト参戦している。ドイツやイギリスの団体から招聘されることも多かった。

### DRAGON GATE
2007年7月、DRAGON GATEにて開催した"WrestleJAM 2nd Season"で初来日。NEW HAZARDの助っ人ガイジンとして活躍していた。
2008年1月、"WrestleJAM 3rd Season"で行われた時間差バトルロイヤル形式のJAM Cup 2008では試合開始から最後の2人まで残り、PACとの異次元の攻防は後楽園ホールの観客の度肝を抜いた。同ツアーで、吉野正人の保持するオープン・ザ・ブレイブゲート王座にも挑戦している。7月、後楽園ホール大会では、いきなり学ラン姿で登場し、交換留学生という形で戸澤塾に加入。DRAGON GATE年間最大のビッグマッチである神戸ワールド大会にも戸澤塾の一員として第1試合に出場し、ピンフォール勝ちを収めた。日本から離れている間に戸澤塾が消滅。しかし、戸澤塾の解散を認識しておらず、2009年10月、1年3ヶ月ぶりにDRAGON GATEに参戦した際には、学ラン姿のまま、戸澤塾のテーマで登場。元戸澤塾の戸澤陽や、PWGで壮絶なシングルマッチを行った鷹木信悟に誘われ、KAMIKAZEに加入した。

### DDT
2011年からユニオンプロレスにスポット参戦。9月には木高イサミからDDT EXTREME級選手権を奪取した。
2012年、DDTに参戦。5月4日の後楽園ホール大会では怪我で離脱していた飯伏幸太の復帰戦を務め、8月18日の日本武道館大会・武道館ピーターパンでは竹下幸之介のデビュー戦の相手となり、いずれも勝利している。9月30日、飯伏の持つKO-D無差別級王座に挑戦、勝利し第43代王者となる。直後、飯伏がDDT48総選挙で1位となったため挑戦権が与えられ、10月21日にリマッチが組まれる。ジェネリコはこの試合にも勝利し、初防衛。飯伏に対してシングルマッチ3連勝となった。その後12月、ケニー・オメガに敗れるまでベルトを保持。

### WWE

#### NXT
2013年1月30日、WWEとディベロップメント契約を交わし入団。2月13日のハウスショーでブローダス・クレイのマネージャーとしてディーヴァのアンヤと共に登場し、3人でダンスを披露した。3月7日のハウスショーでは素顔となり、本名名義で登場。カシアス・オーノとタッグを組み、ワイアット・ファミリー（ルーク・ハーパー & エリック・ローワン）と対戦。また、同月にはリングネームをサミ・セイン（Sammy Sane）にし、4月にはサミ・ゼイン（Sami Zayn）へと変更。5月22日、カート・ホーキンスと対戦して勝利し、さらにアントニオ・セザーロがバックステージに向けて挑戦者を要求した際に、この要求を受け入れて対戦し金星をあげた。この勝利をきっかけにセザーロ、ジャック・スワガー、レオ・クルーガーのリアルアメリカンズと長期抗争に展開するも勝利する事ができなかった。9月よりNXT王者であるボー・ダラスと抗争を開始。ベルト防衛に懸念するボーは様々な手段を使ってゼインとの対戦を避けようと画策。10月2日、ボーが「招待戦」と称し、ゼイン以外なら自由に挑戦できる試合を開催（勝利したものは王座戦挑戦）。そこに謎のマスクマンとして登場（エル・ローカルに似ているが、「あれは誰？」などと実況された）、素早く勝利をもぎ取ると自らマスクを剥ぎ取り、王座戦への挑戦権を手に入れることに成功した。10月16日にボーに挑戦し、勝利を挙げたかと思われたところ、GMであるジョン・ブラッドショー・レイフィールドからレフェリーの誤判断による判定である事が告げられ、再試合となった。最終的には金属が剥き出しになったバックルに叩きつけられ、倒れたところをフォールされて敗戦となった。12月、再びセザーロ & レオ・クルーガーと抗争を展開する事になり、同郷であるカナダ出身のタイソン・キッドと共闘。
2014年2月27日、WWE Network開局記念のarRIVALにてセザーロと決着戦を行い、激戦の末に敗戦したもののセザーロから称賛を受けた。3月よりコリー・グレイブスとの短期抗争を経て、5月29日にイベントであるTakeoverにてタイラー・ブリーズとNXT王座挑戦権を賭けて対戦するも敗戦した。6月19日、タイソン・キッドとタッグを組んでNXTタッグ王座を保持するジ・アセンションに挑戦するもタイソン・キッドの裏切りにより一人で戦う事になり、一方的にやられて敗戦となった。この一件によりタイソン・キッド & ジャスティン・ガブリエルとの抗争へと展開する事になり、エイドリアン・ネヴィルと共闘する事になった。10月、ネヴィルとNXT王座を懸けて抗争を開始。ネヴィルから「大一番に弱い」と指摘され、Takeover R Evolutionでネヴィルとの王座戦に勝てなければNXTを去ると背水の陣を敷いた。12月11日、Takeover R Evolutionにて王座戦を行い勝利し、ベルトを奪取。試合後にはROH時代の盟友であったケビン・オーウェンスに祝福されるも、リングから降りた際に強襲を受けた。
2015年5月4日、RAWにてブレット・ハートに呼ばれる形で登場し、デビューマッチをUS王座を保持するジョン・シナに挑戦する待遇を受けて対戦するが試合途中に肩を負傷。医師のチェックを受けて試合を続行するが最後はアティテュード・アジャストメントを決められ敗戦。後日、医師により重傷と診断されたが強行して同月20日、NXT Takeover UnstoppableにてNXT王座を保持し、因縁のあるオーウェンスに挑戦。試合開始から激しい打撃戦から場外での攻防となる。終盤に場外にて助走をつけて攻撃を仕掛けたところへカウンターでのポップアップ・パワーボムをリングサイドに叩きつけられ、この衝撃から負傷していた肩のダメージを悪化。動けなくなりレフェリーの判断により無効試合となった。試合で負った故障はより深刻であった事から結局手術を受ける事になり長期欠場するに至った。12月10日、NXT Live Takeover U.K. Tourにて復帰を果たす。復帰早々ながらNXT王座を保持するフィン・ベイラーに挑戦。観客より "welcome back" チャントで迎えられるが最後にダイビング・フットスタンプを決められ敗戦した。12月23日、NXTにてタイ・デリンジャーと対戦。観客より "Ole!" チャントを受けて最後にエクスプロイダーからヘルヴァキックへと繋げて勝利した。

#### WWE
2016年1月24日、Royal Rumble 2016のロイヤルランブルマッチ形式であるWWE世界ヘビー級王座戦にて20番手で登場。因縁のあるケビン・オーエンズと殴り合う展開となり "Olé!" チャントが響く中でオーエンズをリング外へと投げ出し脱落させた。。
2017年10月8日、Hell in a Cell 2017にてケビン・オーエンズ vs シェイン・マクマホンのヘル・イン・ア・セルで終盤にシェインが実況席で寝かされた状態のオーエンズに向かって金網天井からリープ・オブ・フェイスを投下したところ、オーエンズを救助して誤爆を誘発。動けないオーエンズを担ぐと倒れているシェインにフォールさせて3カウントを奪い勝利をアシストした。
2020年3月8日、WWE Elimination Chamber 2020にてブラウン・ストローマンを破りWWE・IC王座を戴冠。
4月4日、WrestleMania 36でセコンドに中邑真輔とセザーロを従えてダニエル・ブライアンと対戦。初防衛に成功したものの、5月12日、新型コロナウイルス流行下の自粛生活を選択し、IC王座を剥奪される。
2020年8月28日のSmackdownにて復帰し、IC王座の剥奪は無効だと主張し、その時点での王者ジェフ・ハーディーと抗争に入る。
2023年4月1日、レッスルマニア39の初日メインイベントにて旧友であるケビン・オーエンズとタッグを組み、ジェイ・ウーソとジミー・ウーソが保持しているロウ・スマックダウンの統一タッグ王座に挑戦。激闘の末に勝利し、王座を奪取した。
2024年4月6日、レッスルマニアXLでインターコンチネンタル王者のグンターと対戦。Brainbustaaaaahhhhh!!!!!を披露しグンターの在位666日という最長記録を止め、新王者となった。
2024年8月、サマースラムでブロン・ブレイカーに敗れ、IC王座から陥落した。
2024年11月、サバイバー・シリーズのメインイベントのウォーゲーム戦でローマン・レインズらと組みソロ・シコア組に勝利した。
2025年3月、二人の地元カナダ開催のエリミネーション・チェンバー大会でケビン・オーエンズとnoDQの非公式試合で対戦。オーエンズが勝利した。
2025年6月28日に行われたナイト・オブ・ザ・チャンピオンズでカリオン・クロスに勝利する。

## 得意技

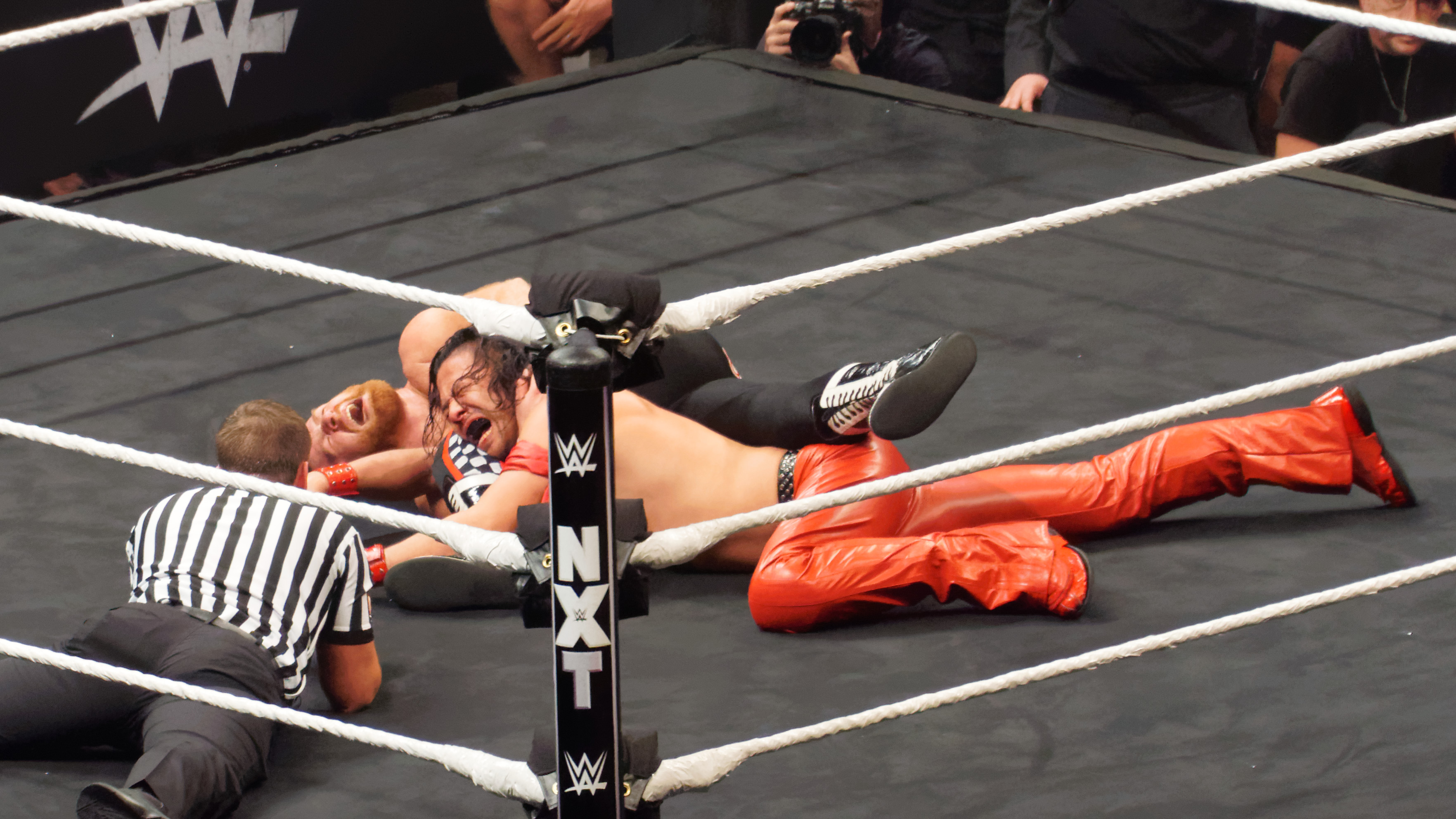
コウジクラッチ

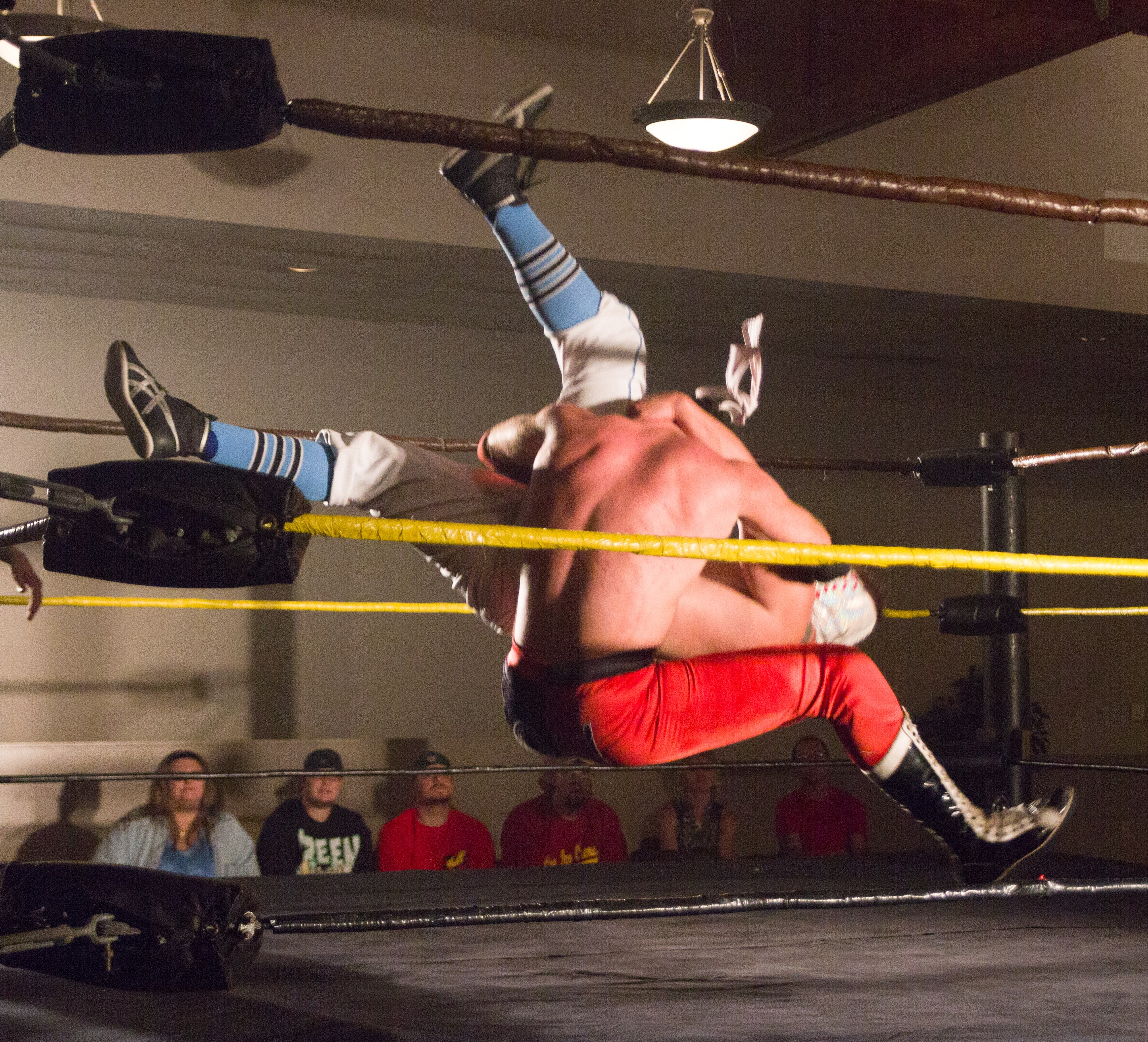
ブルーサンダー

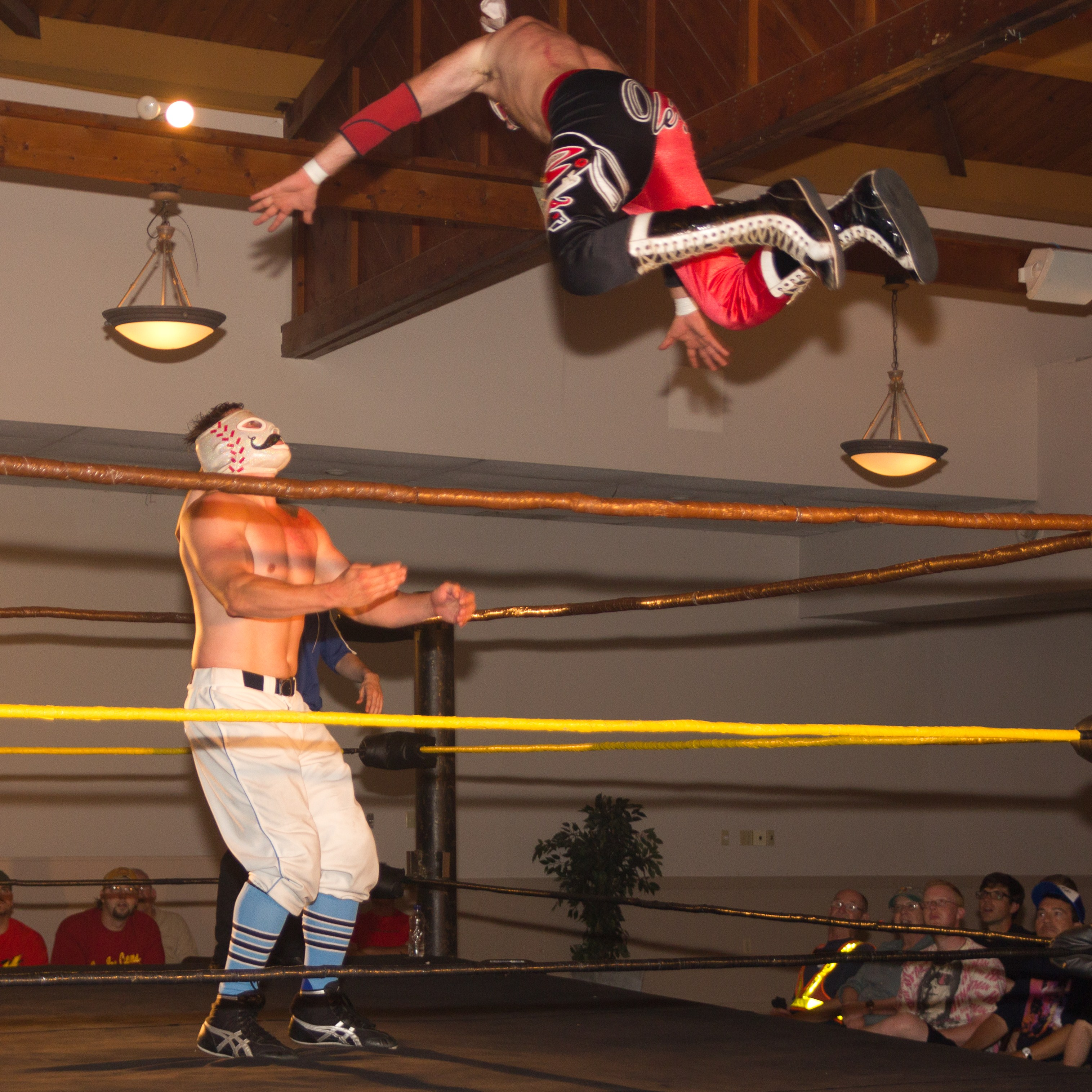
ダイビング・クロスボディー・アタック

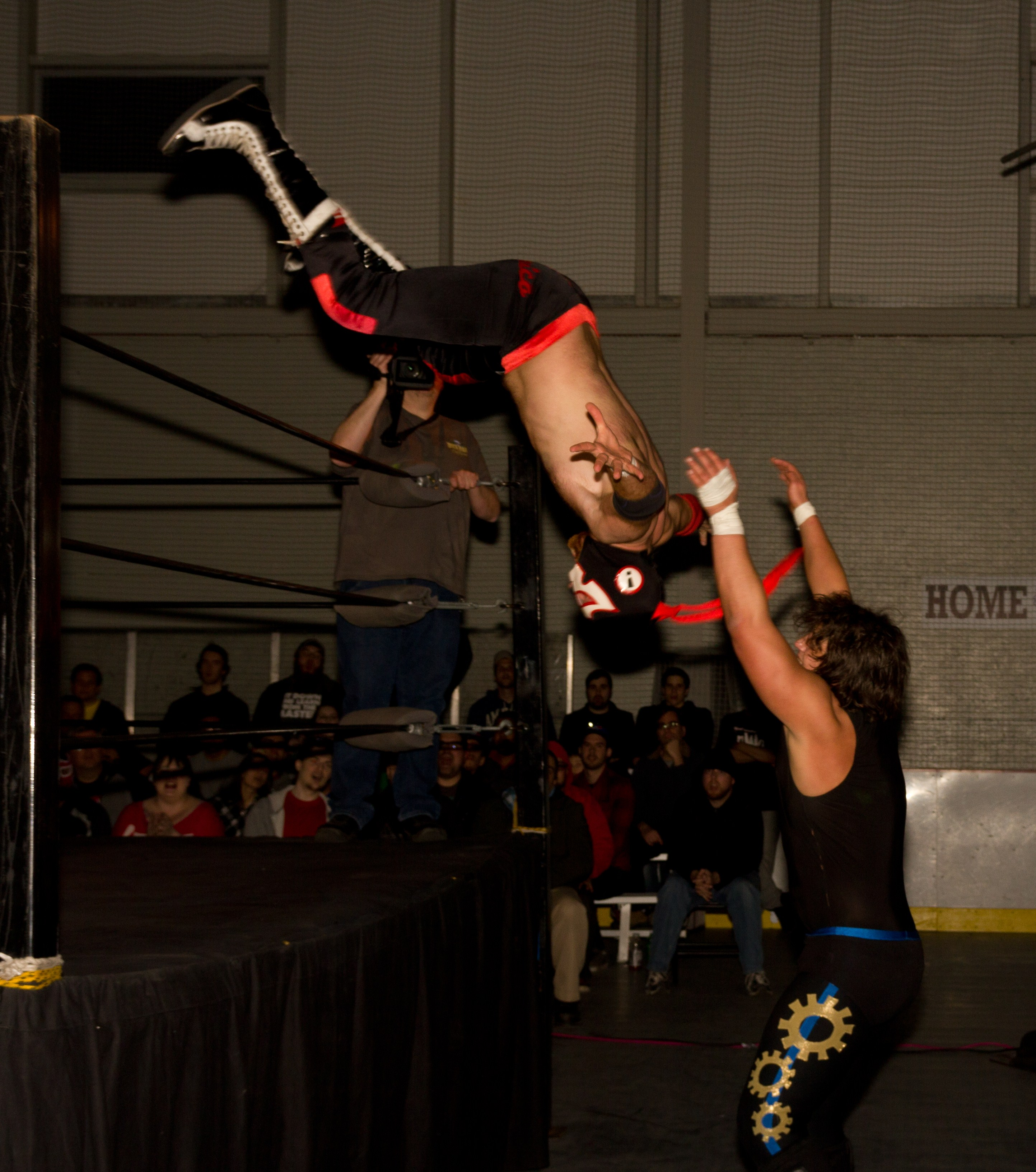
トペ・コンヒーロ

### フィニッシュ・ホールド

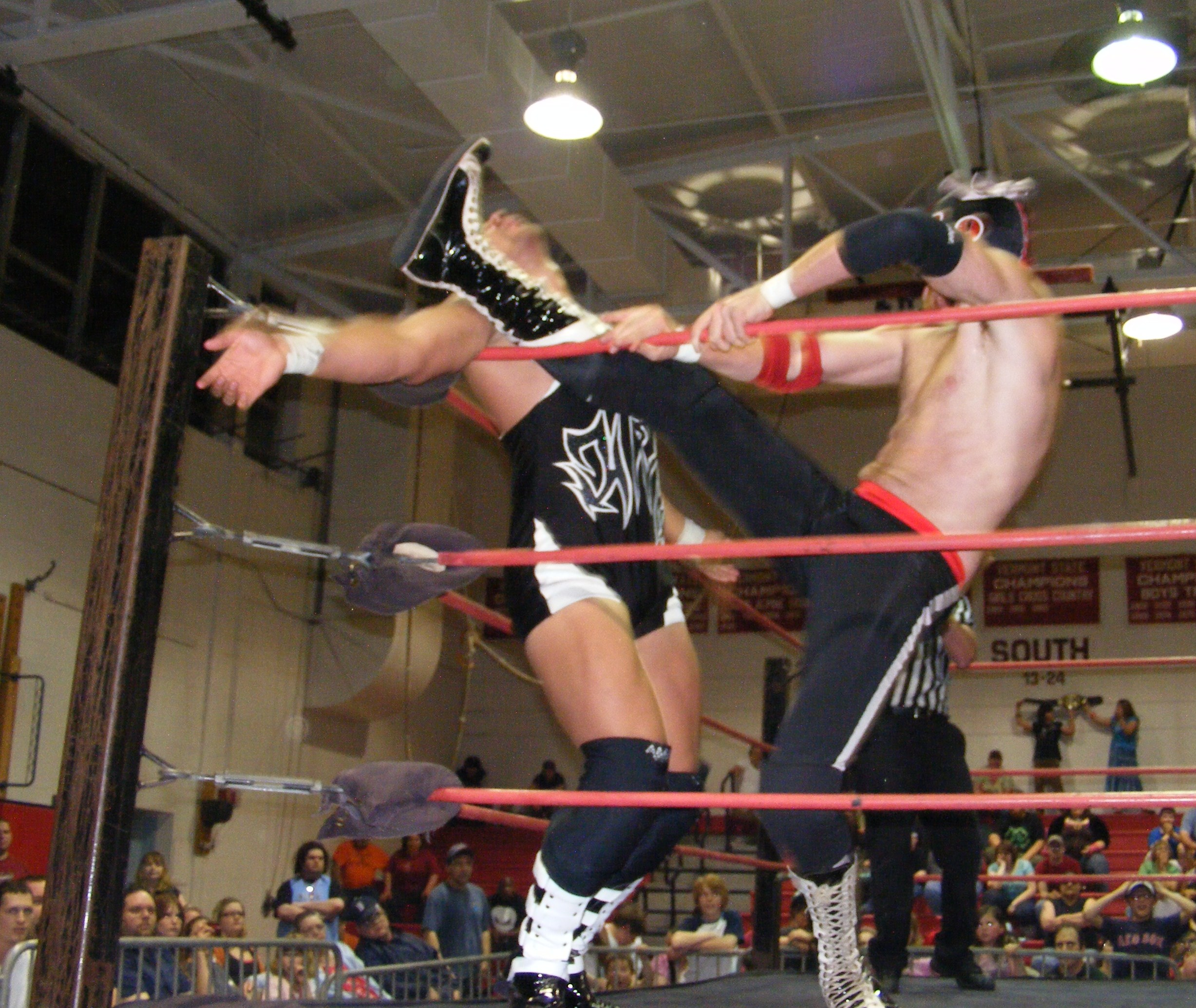
ヘルヴァキック
コーナーにもたれ掛かる相手に対し対角線上から全速力で走り込み、振り上げた右足を顔面に叩き込む串刺し式ビッグ・ブーツ（フロント・ハイキック）。技名は「hell of a」の短縮形で「ひどい」という意味。最近は串刺し式じゃなくてもヘルヴァキックとなっている。
 Brainbustaaaaahhhhh!!!!!
エル・ジェネリコ時代のフィニッシャー。ターンバックル上に相手の頭部を突き落とすブレーンバスターである。危険度が高いため、相手に警戒されており、未遂に終わることが多いが、決まった場合はほぼ100％の確率で試合を決する。
ターンバックル上ではなくノーマルなブレーンバスターをフィニッシュとして用いることの方が多い。
ムーンサルト・プレス
ノーマルなムーンサルトだけでなく、その場飛び式、トップロープからの開脚式、トップロープから場外の相手に向けたムーンサルトなどのバージョンがある。
ブルーサンダー
バックドロップの体勢で相手を持ち上げ、旋回してパワーボムの形でマットに叩きつける。

### 打撃技
エルボー
バック・ハンド・チョップ
チョップ・スマッシュ
ドロップキック
延髄斬り

### 組み技
スウィンギングDDT
場外でセカンドロープとサードロープの間をすり抜けて相手の頭部に飛びついて行うことがある。

### 絞め技
コウジクラッチ
相手をスタンディングの肩固めに捕らえて、後方に倒れこみ相手の顔面をマットに叩きつけから、自身の左足を相手のあごの下に引っかけて抱え込むように両手でクラッチし、相手の頚動脈を絞め上げる。

### 投げ技
コーナー・エクスプロイダー・スープレックス
この技からヘルヴァキックに繋げることが多い。
みちのくドライバーII
リストロック・トルネードDDT
ハーフ&ハーフ・スープレックス

### 飛び技
ダイビング・クロスボディー・アタック
トペ・コンヒーロ
アラビアン・プレス
コーナー・トゥ・コーナー
サマーソルト・ミサイルキック。

## タイトル歴
WWE
- WWE IC王座 : 4回
- NXT王座 : 1回
- WWE ロウ・タッグ王座 : 1回（w / ケビン・オーエンズ）
- WWE スマックダウン・タッグ王座 : 1回（w / ケビン・オーエンズ）

PWG
- PWG世界王座 : 2回
- PWG世界タッグ王座 : 5回

w / ヒューマン・トルネード
w / クイックシルバー
w / ケビン・スティーン : 2回
w / ポール・ロンドン
- バトル・オブ・ロサンゼルス 優勝 : 1回（2011年）

ROH
- ROH世界TV王座 : 1回（第3代）
- ROH世界タッグ王座 : 1回

w / ケビン・スティーン
DDTプロレスリング
- KO-D無差別級王座 : 1回（第43代）
- DDT EXTREME級王座 : 1回（第16代）

BWP
- PWI : BWPキャッチウェイト王座 : 1回

GBG
- GBGヘビー級王座 : 1回

IWS
- IWS世界ヘビー級王座 : 2回
- ISWタッグ王座 : 1回

w / トゥイジ―
PWP
- PWPヘビー級王座 : 1回

PRWA
- PRWAカリビアン王座 : 1回

STHLM
- STHLMレスリング王座 : 1回

wXw
- wXw統一世界王座 : 1回
- 16 カラット・ゴールド・トーナメント 優勝 : 1回（2012年）

NSPW
- NSPW王座 : 1回

## 入場曲
- ¡Olé! - バウンシング・ソウルズによる曲
- 3 Minute Record - The Berettasによる曲
- Lower the Boom - Fifth Floorによる曲
- Worlds Apart - 現在使用中
- This Is IT

## その他
- シリアからカナダへ移民した両親の元で生まれため、イスラム教徒である。また、アラビア語、フランス語、英語を話すことができる。しかしながら、シリア系である為にWWEのサウジアラビア遠征には出場しなかった。
  - 2023年のWWEナイト・オブ・チャンピオンズでサウジアラビアで開催されたイベントに初参加した。
- パンク・ロックとアイスホッケーの熱心なファンである。好きなバンドはランシド、バウンシング・ソウルズ、ドロップキック・マーフィーズ。好きなホッケーチームはモントリオール・カナディアンズ。